# Danske malede Portrætter
Danske malede Portrætter – En beskrivende Katalog er et bogværk der gengiver dansk portrætkunst. Det udkom i perioden 1895-1914 i 10 bind og blev redigeret af E.F.S. Lund og C.C. Andersen. Værket blev aldrig færdiggjort.

## Baggrund
Det var meningen at værket skulle være en tilbundsgående beskrivelse og gengivelse af al dansk portrætmaleri, men C.C. Andersen blev tidlig i forløbet syg, og derefter var bindene af svingende kvalitet. Den økonomiske støtte til udarbejdelsen af værket forsvandt efterhånden, og værket forblev derfor uafsluttet .
Lund hyrede den daværende student Otto Andrup, senere museumsdirektør på Frederiksborg Slot, omkring 1905, som sekretær i forbindelse med udarbejdelsen af værket.

## Værkets indhold
- Bind 1 (1895): Portrætter Aa-Ø. [2]
- Bind 2-4 (1897-1906): Rosenborg
- Bind 5 (1906): ?
- Bind 6 (1900): ?
- Bind 7 (1900): ?
- Bind 8 (1906): Danske herregårde
- Bind 9 (1903): Sjællandske kirker
- Bind 10 (1910): Bl.a. Valdemar Slot